# Gherardo Starnina

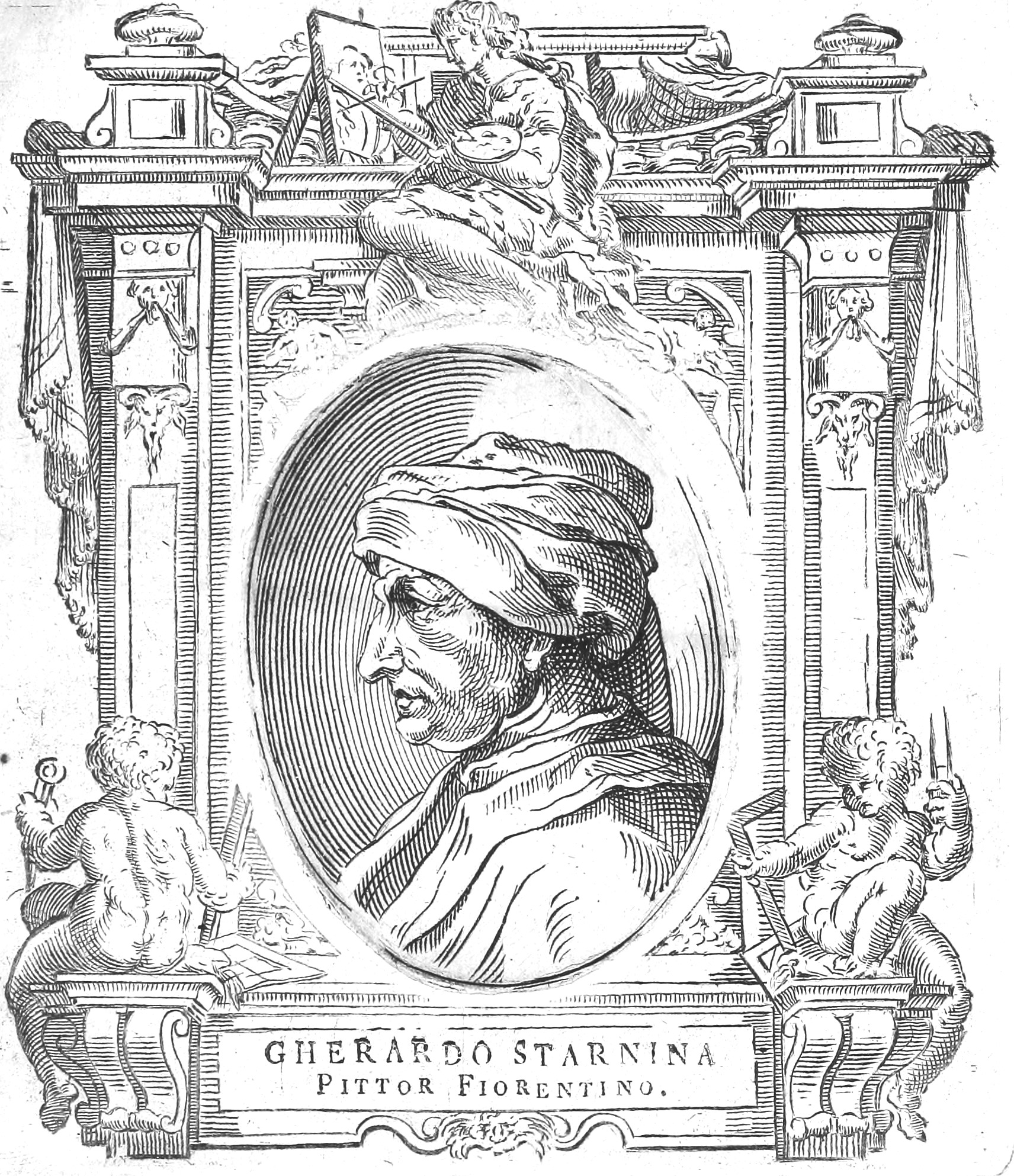
Retrat de Gherardo Starnina al llibre Vides d'Artistes..., de Vasari

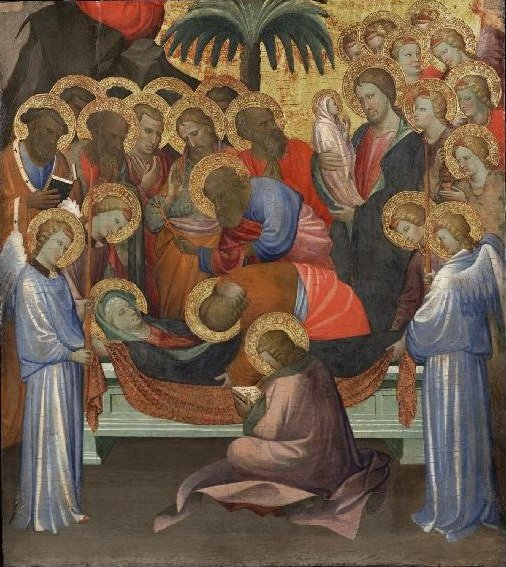
Dormició de la Mare de Déu, de Gherardo Starnina, Philadelphia Museum of Art

Gherardo Starnina (Florència, 1354 - 1403), va ser un pintor italià.
Després d'haver rebut les primeres lliçons d'Antonio Veneziano, va treballar sota la tutela d'Agnolo Gaddi, un dels més eminents deixebles de Giotto.
Segons Vasari a la seua obra Vides d'Artistes..., va pintar els frescos de la Capella Castelani de la Basílica de la Santa Creu de Florència, però Cavalcaselle i Crowe sostenen que van ser començats per Agnolo i acabats per Starnina, i Bernard Berenson que els va executar en gran part Agnolo.
La seva obra pertany a una època de transició, de lluita entre la concepció al·legòrica de l'edat mitjana —transformada l'al·legoria en símbol gràcies a la rigorosa potenciació emocional de les imatges que transcendeixen cap a una realitat espiritual, sent per això precises en les seves formes i rítmiques en les seves modes de composició ornamental— i la concepció del Quattrocento, tendent a presentar les figures com a formes corpòries, plenes de volum i d'expressió immanent.
Vasari conta que Starnina va estar a Espanya —al voltant de 1380 i al servei del rei Joan I de Castella.
Se li atribueix haver treballat junt amb Colantonio, en les pintures de la Capella de San Blas de la Catedral de Toledo.

## Obra
Al Museu Nacional d'Art de Catalunya es pot veure una pintura seva al tremp sobre taula, Mare de Déu amb el nen Jesús adorat per Sant Joan Baptista i Santa Caterina, de 88x 48,5cm, provinent del llegat de Francesc Cambó. El museu dels Uffizi de Florència conserva una Madonna dell'Umiltà (Mare de Déu de la Humilitat). El Museu de Belles Arts de València guarda el Retaule de Fra Bonifaci Ferrer atribuït a Starnina.